# Sphaeriestes viridiaeneus
Sphaeriestes viridiaeneus is een keversoort uit de familie platsnuitkevers (Salpingidae). De wetenschappelijke naam van de soort werd in 1838 gepubliceerd door Randall.